# Ausschneidungssatz
In der algebraischen Topologie, einem Teilgebiet der Mathematik, ist der Ausschneidungssatz ein fundamentaler Lehrsatz der singulären Homologietheorie, der häufig die Berechnung der Homologiegruppen erlaubt.
Unter Annahme der übrigen Eilenberg-Steenrod-Axiome ist er äquivalent zur Mayer-Vietoris-Sequenz.

## Satz
Sei {\displaystyle X} ein topologischer Raum, {\displaystyle A\subset X} und {\displaystyle B\subset A} Unterräume, so dass der Abschluss von {\displaystyle B} im Inneren von {\displaystyle A} enthalten ist: {\displaystyle {\overline {B}}\subset A^{\circ }}.
Dann ist die von der Inklusion induzierte Abbildung von singulären Homologiegruppen
{\displaystyle H_{n}(X-B,A-B)\rightarrow H_{n}(X,A)}
ein Isomorphismus.

## Beweisidee
Die beiden offenen Mengen {\displaystyle X\setminus {\overline {B}}} und {\displaystyle A^{\circ }} bilden eine offene Überdeckung von {\displaystyle X}. Mittels baryzentrischer Unterteilung lässt sich zeigen, dass sich jede Homologieklasse repräsentieren lässt durch einen Zyklus, dessen Simplizes alle in (mindestens) einer der offenen Mengen der Überdeckung enthalten sind, erst recht also in einer der beiden Mengen {\displaystyle X\setminus B} oder {\displaystyle A}. Damit induziert die Inklusion {\displaystyle C_{n}(A+(X\setminus B))/C_{n}(A)\to C_{n}(X)/C_{n}(A)} einen Isomorphismus in Homologie. Außerdem ist die Inklusion {\displaystyle C_{n}(X\setminus B)/C_{n}(A\setminus B)\to C_{n}(A+(X\setminus B))/C_{n}(A)} ein Isomorphismus (bereits auf Kettenniveau). Man erhält Isomorphismen {\displaystyle H_{n}(X-B,A-B)\rightarrow H_{n}(C_{*}(A+(X-B)),C_{*}(A))\rightarrow H_{n}(X,A)}.